# Antoine-Joseph Gorsas

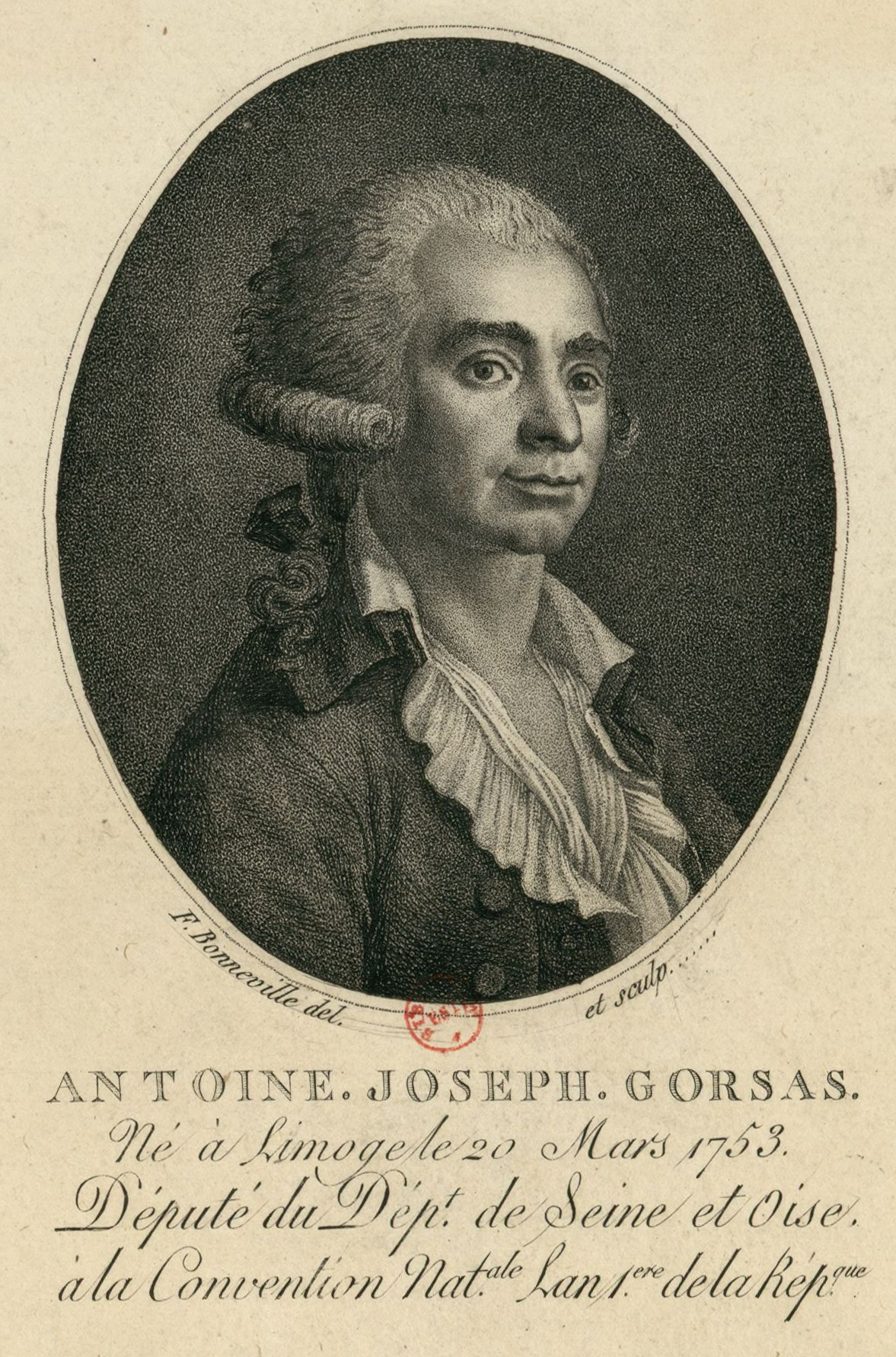
Antoine-Joseph Gorsas par Bonneville

Antoine-Joseph Gorsas (* 24. März 1752 in Limoges; † 7. Oktober 1793 in Paris) war ein französischer Politiker während der Französischen Revolution und in ihr der erste Parlamentsabgeordnete der offiziell hingerichtet wurde.
Gorsas war Journalist und Abgeordneter für das Departement Seine-et-Oise. Zu Beginn war er noch der Bergpartei zuzurechnen, suchte später aber die Nähe der Girondisten, was ihm zum Verhängnis wurde. Am 16. Vendemiaire II war er der erste Abgeordnete, der unter das Fallbeil kam. Seine letzten Worte waren dabei: "Pourquoi te cache tu, citoyen Sanson?"

## Bibliographie
- 1786 - L'âne promeneur, ou, Critès promené par son âne. Chef-d'oeuvre pour servir d'apologie au goût, aux moeurs, à l'esprit, et aux découvertes du siècle
- 1788 - Le grand-bailliage, comédie historique, en trois actes et en prose. Représentée à Rouen, depuis le 8 mai 1788 jusqu'au 9 octobre de la même année, par une troupe de baladins, qui a été sifflée par tous les bons citoyens
- 1789 - Déclaration du sieur Gorsas au sujet des lettres de Beaumarchais, citées dans la cause de M. Kornmann
- 1791 - Procès de Monsieur le Curé de Saint Sulpice : au tribunal de l'opinion publique, ou Lettre adressée à l'auteur du Courrie[r] de Paris dans les quatre-vingt-trois départemens
- 1791 - Sentence rendue contre l'un des plus respectables citoyens de la capitale, en faveur de Charles-Henri Sanson, bourreau de Paris. Suivie de la rétractation du honorable citoyen. Extrait du Courrier de Paris dans les prov. no VIII
- 1792 - Le Courrier des LXXXIII départemens. II Législature. Tome XI
- 1792 Epître à mon collègue et bon ami Marat
- 1793 - Précis rapide des événemens qui ont eu lieu a Paris dans les journées des 30 et 31 mai, premier et 2 juin 1793
- 1794 Précis rapide des évènemens qui ont eu lieu à Paris dans les journées des 30 et 31 mai, premier et 2 juin 1793